# Pieprzniczka (naczynie)

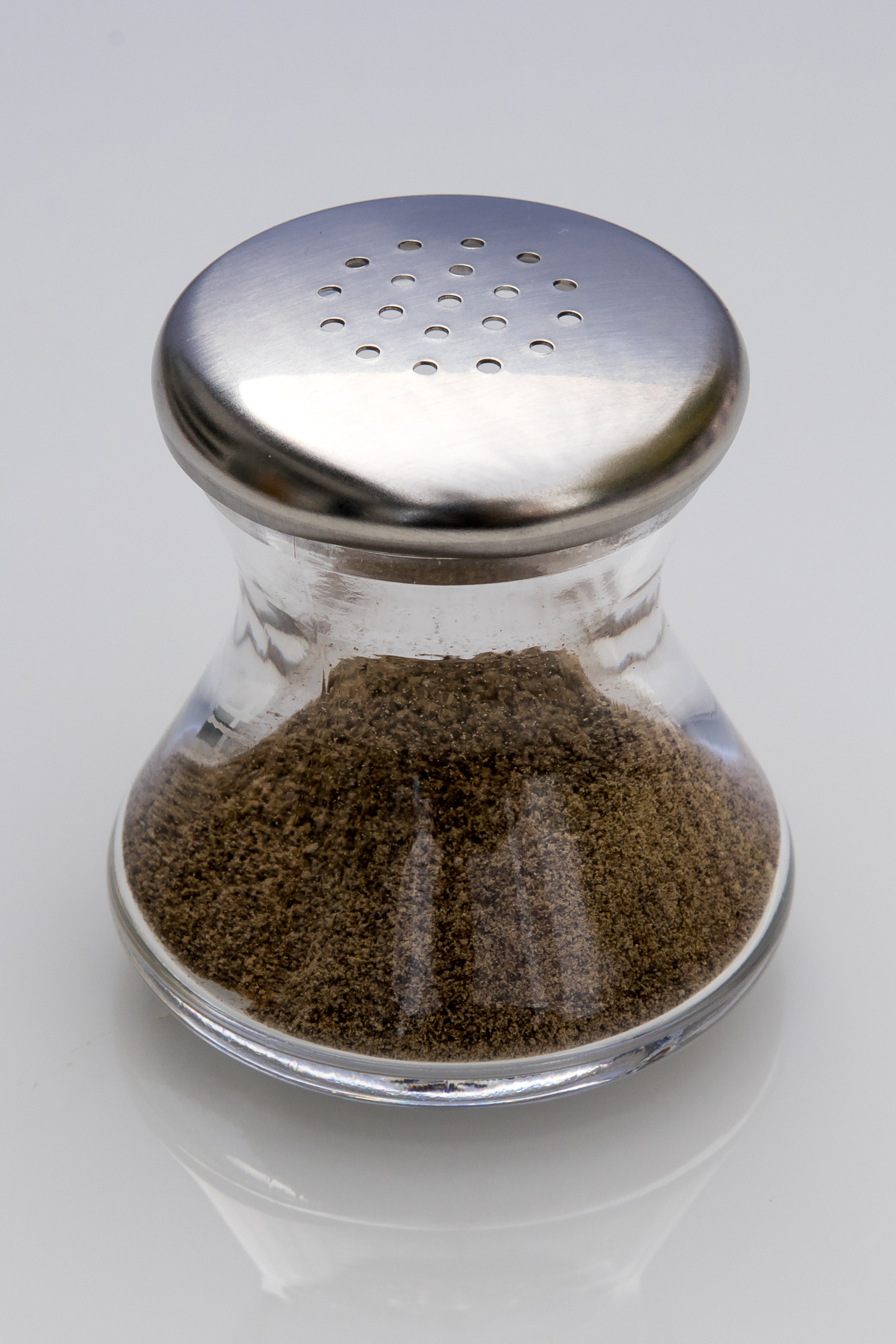
Pieprzniczka

Pieprzniczka – małe naczynie kuchenne i stołowe służące do przechowywania przyprawy, tj. zmielonego pieprzu, którym posypuje się potrawy.
Współcześnie najczęściej pieprzniczki posiadają nakrętkę z niewielkimi otworami, przez które dozuje się pieprz, przechylając pieprzniczkę i potrząsając nią.
Do wygodnego i bezpiecznego przenoszenia na stół pieprzniczki oraz innych naczyń z przyprawami używa się specjalnego stojaka zwanego menażem lub przyprawnikiem.